# Dennis Hopper
Dennis Lee Hopper (Dodge City, 17 maggio 1936 – Los Angeles, 29 maggio 2010) è stato un attore e regista statunitense.
Personalità effervescente e anticonformista, si è fatto notare come "giovane ribelle", accanto a James Dean, in Gioventù bruciata (1955) e Il gigante (1956), legando in seguito il proprio nome alla breve stagione hippy e antiautoritaria del cinema americano dei tardi anni sessanta: il film da lui diretto ed interpretato, Easy Rider - Libertà e paura (1969), è infatti divenuto il film-manifesto dell'epoca, nonché una delle pellicole fondamentali della Nuova Hollywood.

## Biografia

### Origini e formazione
Dennis Hopper nasce a Dodge City, nel Kansas, da Marjorie Mae (12 luglio 1917-12 gennaio 2007) e Jay Millard Hopper (23 giugno 1916-7 agosto 1982). Hopper aveva due fratelli, Marvin e David. Dopo la fine della seconda guerra mondiale, la famiglia si trasferì a Kansas City nel Missouri, dove il giovane Hopper frequentò dei corsi d'arte al Kansas City Art Institute. All'età di tredici anni l'attore e la sua famiglia si trasferirono a San Diego, dove la madre lavorava come istruttrice di bagnini ed il padre come direttore in un ufficio postale, avendo precedentemente prestato servizio nell'Office of Strategic Services, il precursore della Central Intelligence Agency, nella seconda guerra mondiale nel teatro di Cina-Birmania-India.
Frequentò la Helix High School di La Mesa, un sobborgo di San Diego, dove nel 1954 venne votato come la persona più promettente ad avere successo. Fu qui che sviluppò un interesse per la recitazione, studiando all'Old Globe Theatre di San Diego e all'Actors Studio di New York (dove frequentò i corsi tenuti da Lee Strasberg per cinque anni). Era molto amico dell'attore Vincent Price, la cui passione per la recitazione lo influenzò molto; un'altra influenza artistica deriva dall'amicizia con il cineasta sperimentale Bruce Conner.

### Carriera
Come regista, si ricordano Easy Rider (1969), Snack bar blues (1981), Colors (1987), The Hot Spot - Il posto caldo (1990). Tra le sue interpretazioni come attore, oltre al già citato Easy Rider si ricordano anche: L'amico americano (1977) di Wim Wenders, Apocalypse Now (1979) di Francis Ford Coppola, Velluto blu (1986) di David Lynch, Non aprite quella porta 2 (1986) di Tobe Hooper, Colpo vincente (1986) di David Anspaugh, per il quale fu candidato all'Oscar come miglior attore non protagonista, Il cuore nero di Paris Trout (1991) di Stephen Gyllenhaal, Una vita al massimo (1993) di Tony Scott, Speed (1994) di Jan de Bont, Waterworld (1995) di Kevin Reynolds, Basquiat (1996) di Julian Schnabel, Space Truckers (1996) di Stuart Gordon, Blackout (1997) di Abel Ferrara, La terra dei morti viventi (2005) di George A. Romero, Palermo Shooting (2008) di Wim Wenders, Lezioni d'amore (2008) di Isabel Coixet e Sleepwalking (2008) di Bill Maher. Era stato scelto per recitare il ruolo di Cristof in The Truman Show ma lasciò il ruolo il primo giorno di riprese.
È stato candidato all'Oscar al miglior attore non protagonista nel 1987 per Colpo vincente di David Anspaugh. Nel 2005 contribuì alla realizzazione dell'album Demon Days dei Gorillaz facendo da voce narrante nella canzone Fire Coming Out Of The Monkey's Head. Hopper ha anche recitato (come doppiatore o prestando il suo volto con la tecnica del motion capture) in alcuni videogiochi: insieme a Teri Garr, ha preso parte al videogioco Black Dahlia, (edito nel 1998 dalla Take Two Interactive) in Deadly Creatures (creato dalla Rainbow Studios e distribuito dalla THQ), dove doppia il personaggio di George Struggs), e in Hell: a Cyberpunk Thriller (creato dalla Take-Two Interactive Software e distribuito dalla GameTek. In quest'ultimo interpreta il personaggio di Pazuzu, ed è affiancato da Grace Jones, Stephanie Seymour, Geoffrey Holder. Ha doppiato Steve Scott nel videogioco Grand Theft Auto: Vice City.

### Malattia e morte

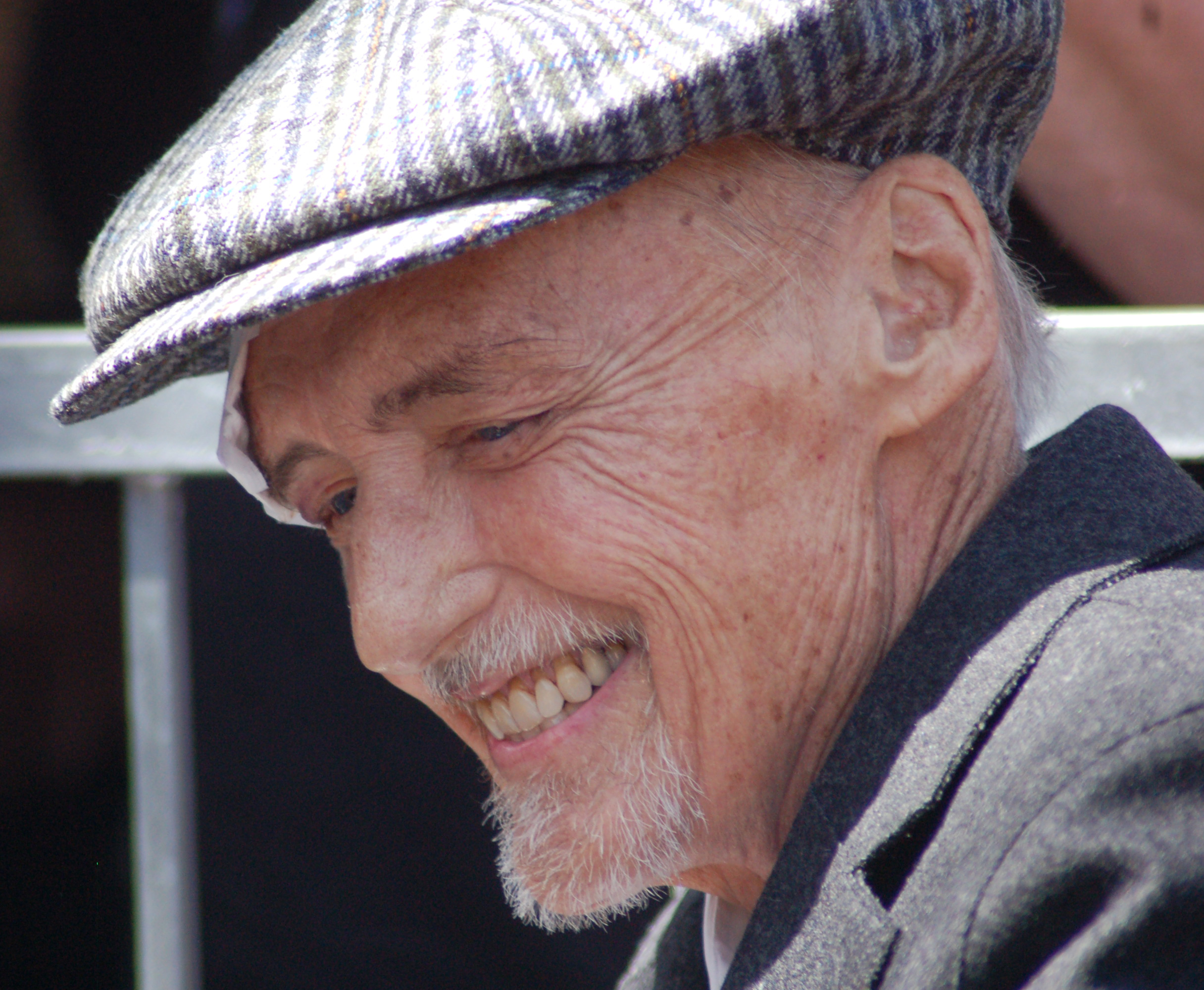
Dennis Hopper, debilitato dalla malattia, alla cerimonia per la consegna della sua stella sulla Hollywood Walk of Fame nel marzo 2010

Nell'ottobre 2009 il suo manager rivelò che l'attore soffriva di cancro alla prostata e che aveva cancellato tutti gli impegni lavorativi per concentrarsi sulle cure mediche. Il 26 marzo 2010, pesando appena 45 chilogrammi, era stato dichiarato malato in fase terminale, come riferito dal suo avvocato, ma non volle mancare alla consegna della stella con il suo nome sulla Hollywood Walk of Fame con l'amico di sempre Jack Nicholson. Morì a Los Angeles, nel quartiere di Venice, il 29 maggio 2010, a 74 anni. È stato sepolto nel Jesus Nazareno Cemetery, a Ranchos de Taos, Nuovo Messico.

## Vita privata
Hopper ebbe cinque mogli:
- Brooke Hayward (1961-1969), da cui ha avuto una figlia, Marin (1962)
- Michelle Phillips (31 ottobre 1970 - 8 novembre 1970)
- Daria Halprin (1972 - 1976), da cui ha avuto una figlia, Ruthanna (nata nel 1972)
- Katherine LaNasa (1989 - 1992), da cui ha avuto un figlio, Henry (nato nel 1990)
- Victoria Duffy (1996 - 2010, divorzio[non chiaro]), da cui ha avuto la quarta figlia, Galen Grier (nata nel 2003)

Politicamente si considerava un repubblicano, ma nelle elezioni americane del 2008 fece campagna con un certo fervore per Barack Obama: fra i motivi di questa scelta Hopper aveva indicato le delusioni provocategli dagli ultimi anni di presidenza di George W. Bush e la candidatura di Sarah Palin come vicepresidente repubblicano.

## Filmografia

### Attore

#### Cinema
- Gioventù bruciata (Rebel Without a Cause), regia di Nicholas Ray (1955)
- Tutto finì alle sei (I Died a Thousand Times), regia di Stuart Heisler (1955) (non accreditato)
- Il gigante (Giant), regia di George Stevens (1955)
- Sfida all'O.K. Corral (Gunfight at the O.K. Corral), regia di John Sturges (1957)
- L'inferno ci accusa (The Story of Mankind), regia di Hendrik Willem van Loon (1957)
- Sayonara, regia di Joshua Logan (1957) (solo voce, non accreditato)
- L'uomo che non voleva uccidere (From Hell to Texas), regia di Henry Hathaway (1958)
- Là dove il sole brucia (The Young Ian), regia di Ted Tetzlaff (1959)
- Il cerchio della violenza (Key Witness), regia di Phil Karlson (1960)
- Night Tide, regia di Curtis Harrington (1961)
- The Thirteen Most Beautiful Boys, regia di Andy Warhol (1964)
- Tarzan and Jane Regained... Sort of, regia di Andy Warhol (1964)
- I 4 figli di Katie Elder (The Sons of Katie Elder), regia di Henry Hathaway (1965)
- Queen of Blood, regia di Curtis Harrington (1966)
- Il serpente di fuoco (The Trip), regia di Roger Corman (1967)
- Nick mano fredda (Cool Hand Luke), regia di Stuart Rosenberg (1967)
- Anime nere (The Glory Stompers), regia di Anthony M. Lanza (1968)
- Impiccalo più in alto (Hang'Em High), regia di Ted Post (1968)
- Panic in the City, regia di Eddie Davis (1968)
- Sogni perduti (Head), regia di Bob Rafelson (1968) (non accreditato)
- Easy Rider, regia di Dennis Hopper (1969)
- Il Grinta (True Grit), regia di Henry Hathaway (1969)
- Fuga da Hollywood (The Last Movie), regia di Dennis Hopper (1971)
- L'altra faccia del vento (The Other Side of the Wind), regia di Orson Welles (girato tra il 1970 e il 1976 e distribuito nel 2018)
- Crush Proof, regia di François De Menil (1972)
- Kid Blue, regia di James Frawley (1973)
- Braccato a vita (Mad Dog Morgan), regia di Philippe Mora (1976)
- Tracks - lunghi binari della follia (Tracks), regia di Henry Jaglom (1977)
- L'amico americano (The American Friend), regia di Wim Wenders (1977)
- Les apprentis sorciers, regia di Edgardo Cozarinsky (1977)
- Couleur chair (Flesh Colour), regia di François Weyergans (1978)
- CIA contro KGB (Last In, First Out), regia di Claude d'Anna (1978)
- Apocalypse Now, regia di Francis Ford Coppola (1979)
- Las flores del vicio, regia di Silvio Narizzano (1979)
- Snack bar blues (Out of the Blue), regia di Dennis Hopper (1980)
- Reborn, regia di Bigas Luna (1981)
- Bolidi nella notte (King of the Mountain), regia di Noel Nosseck (1981)
- Neil Young: Human Highway, regia di Dean Stockwell e di Neil Young (1982)
- Rusty il selvaggio (Rumble Fish), regia di Francis Ford Coppola (1983)
- Osterman Weekend (The Osterman Weekend), regia di Sam Peckinpah (1983)
- White Star, regia di Roland Klick (1983)
- La talpa (Slagskämpen), regia di Tom Clegg (1984)
- Euer Weg führt durch die Hölle, regia di Ernst R. von Theumer (1984) (non accreditato)
- Running Out of Luck (1985), regia di Julien Temple
- A Hero of Our Time, regia di Michael Almereyda (1985) (non accreditato)
- Non giocate con il cactus (O.C. and Stiggs), regia di Robert Altman (1985)
- Ritorno dalla quarta dimensione (My Science Project), regia di Jonathan R. Betuel (1985)
- American Way - I folli dell'etere (The American Way), regia di Maurice Phillips (1986)
- Non aprite quella porta 2 (The Texas Chainsaw Massacre 2), regia di Tobe Hooper (1986)
- I ragazzi del fiume (River's Edge), regia di Tim Hunter (1986)
- Velluto blu (Blue Velvet), regia di David Lynch (1986)
- Colpo vincente (Hoosiers), regia di David Anspaugh (1986)
- Running Out of Luck, regia di Julien Temple (1987)
- La vedova nera (Black Widow), regia di Bob Rafelson (1987)
- Diritti all'inferno (Straight to Hell), regia di Alex Cox (1987)
- Ehi... ci stai? (The Pick-Up Artist), regia di James Toback (1987)
- Legami di sangue (Blood Red), regia di Peter Masterson (1989)
- Doppio inferno (Chattahoochee), regia di Mick Jackson (1989)
- Flashback, regia di Franco Amurri (1990)
- Ore contate (Catchfire), regia di Dennis Hopper, Alan Smith 1990)
- Eye of the Storm, regia di Yuri Zelter (1991)
- Il cuore nero di Paris Trout (Paris Trout), regia di Stephen Gyllenhaal (1991)
- Lupo solitario (The Indian Runner), regia di Sean Penn (1991)
- Viaggio all'inferno (Hearts of Darkness: A Filmaker's Apocalypse), regia di (1991)
- Sunset Heat, regia di John Nicolella (1992)
- Limite estremo (Boiling Point), regia di James B. Harris (1993)
- Super Mario Bros., regia di Rocky Morton (1993)
- Red Rock West, regia di John Dahl (1993)
- Una vita al massimo (True Romance), regia di Tony Scott (1993)
- Una bionda sotto scorta (Chasers), regia di Dennis Hopper (1994)
- Speed, regia di Jan de Bont (1994)
- Cerca e distruggi (Search and Destroy), regia di David Salle (1995)
- Waterworld, regia di Kevin Reynolds (1995)
- Giorni di passione, regia di Bruno Barreto (1996)
- Space Truckers, regia di Stuart Gordon (1996)
- Basquiat, regia di Julian Schnabel (1996)
- Uomini spietati (The Last Days of Frankie the Fly), regia di Peter Markle (1996)
- Sulle tracce del testimone (Road Ends), regia di Rick King (1997)
- Blackout (The Blackout), regia di Abel Ferrara (1997)
- The Good Life, regia di Alan Mehrez (1997)
- Il casinò della paura (Top of the World), regia di Sidney J. Furie (1998)
- Superfusi di testa (Meet the Deedles), regia di Steve Boyum 1998)
- Bad City Blues, regia di Michael Stevens (1999)
- The Venice Project, regia di Robert Dornhelm (1999)
- Jesus' Son, regia di Alison Maclean (1999)
- Straight Shooter, regia di Thomas Bohn (1999)
- EdTV, regia di Ron Howard (1999)
- Profezie di morte, regia di David Worth (1999)
- Alibi di cristallo, regia di Kikuo Kawasaki (1999)
- Held for Ransom, regia di Lee Stanley (2000)
- Ossessione demoniaca, regia di William Gove (2000)
- Il prezzo della fortuna, regia di Luca Bercovici (2000)
- Scacco all'assassino, regia di Derek Vanlint (2000)
- L.A.P.D. Linea spezzata, regia di Ed Anders (2001)
- Compagnie pericolose (Knockaround Guys), regia di Brian Koppelman (2001)
- Choke, regia di John Sjogren (2001)
- Ticker - Esplosione finale (Ticker), regia di Albert Pyun (2001)
- L'incendiaria (Firestater 2: Rekindled), regia di Robert Iscove (2002)
- The Piano Player, regia di Jean-Pierre Roux (2002)
- Leo, regia di Mehdi Norowzian (2002)
- Unspeakable, regia di Thomas J. Wright (2002)
- The Night We Called It a Day, regia di Paul Goldman (2003)
- Out of Season, regia di Jevon O'Neill (2004)
- The Keeper, regia di Paul Lynch (2004)
- Legacy, regia di Bo Svenson (2004)
- La terra dei morti viventi (Land of the Dead), regia di George A. Romero (2005)
- Il corvo - Preghiera maledetta (The Crow: Wicked Prayer), regia di Lance Mungia (2005)
- Americano, regia di Kevin Noland (2005)
- House of 9, regia di Steven R. Monroe (2005)
- Hoboken Hollow, regia di Glen Stephens (2005)
- Frank Gehry - Creatore di sogni (Sketches of Frank Gehry), regia di Sydney Pollack (2005)
- Memory, regia di Bennett Davlin (2006)
- Affari di sangue (10th & Wolf), regia di Robert Moresco (2006)
- An American Carol, regia di David Zucker (2008)
- Palermo Shooting, regia di Wim Wenders (2008)
- Swing Vote - Un uomo da 300 milioni di voti (Swing Vote), regia di Joshua Michael Stern (2008)
- Lezioni d'amore (Elegy), regia di Isabel Coixet (2008)
- Sleepwalking, regia di Bill Maher (2008)
- Hell Ride, regia di Larry Bishop (2008)
- Alpha and Omega, regia di Anthony Bell e di Ben Gluck (2010) - voce

#### Televisione
- Letter to Loretta – serie TV, 1 episodio (1955)
- The Public Defender – serie TV, 1 episodio (1955)
- Medic – serie TV, 1 episodio (1955)
- The Kaiser Aluminum Hour – serie TV, episodio 1x07 (1956)
- Screen Directors Playhouse – serie TV, episodio 1x35 (1956)
- Kings Row – serie TV, episodio 1x07 (1956)
- Cheyenne – serie TV, 3 episodi (1956-1957)
- Sugarfoot – serie TV, episodio 1x01 (1957)
- Conflict – serie TV, episodi 1x15-1x17 (1957)
- Pursuit – serie TV, episodio 1x09 (1958)
- Swiss Family Robinson, regia di William A. Graham – film TV (1958)
- Studio One – serie TV, 2 episodi (1958)
- The Rifleman – serie TV, 2 episodi (1958-1959)
- I racconti del West (Dick Powell's Zane Grey Theater) – serie TV, 2 episodi (1958-1959)
- The Lineup – serie TV, 1 episodio (1959)
- The Barbara Stanwyck Show – serie TV, 1 episodio (1960)
- The Millionaire – serie TV, 1 episodio (1960)
- The Betty Hutton Show – serie TV, 1 episodio (1960)
- The Investigators – serie TV, episodio 1x11 (1961)
- 87ª squadra (87th Precinct) – serie TV, 1 episodio (1961)
- La città in controluce (Naked City) – serie TV, 1 episodio (1961)
- Surfside 6 – serie TV, episodio 2x25 (1962)
- General Electric Theater – serie TV, episodio 10x16 (1962)
- La parola alla difesa (The Defenders) – serie TV, 2 episodi (1962-1963)
- The Greatest Show on Earth – serie TV, episodio 1x12 (1963)
- Missione segreta (Espionage) – serie TV, episodio 1x02 (1963)
- Carovane verso il West (Wagon Train) – serie TV, 1 episodio (1963)
- Dakota (The Dakotas) – serie TV, episodio 1x07 (1963)
- Ai confini della realtà (The Twilight Zone) – serie TV, episodio 4x04 (1963)
- Bonanza – serie TV, episodio 5x31 (1964)
- The Lieutenant – serie TV, episodio 1x21 (1964)
- Sotto accusa (Arrest and Trial) – serie TV, episodio 1x20 (1964)
- Petticoat Junction – serie TV, 1 episodio (1964)
- Convoy – serie TV, episodio 1x04 (1965)
- Gunsmoke – serie TV, 1 episodio (1965)
- Kronos - Sfida al passato (Kronos) – serie TV, 1 episodio (1966)
- La leggenda di Jesse James (The Legend of Jesse James) – serie TV, 1 episodio (1966)
- La grande vallata (The Big Valley) – serie TV, 2 episodi (1967)
- Il grande teatro del West (The Guns of Will Sonnett) – serie TV, 1 episodio (1967)
- Combat! – serie TV, 1 episodio (1967)
- Ovest selvaggio (Wild Times), regia di Richard Compton – miniserie TV (1980)
- Stark - Luci sfolgoranti (Stark), regia di Rod Holcomb – film TV (1985)
- Stark - Immagine allo specchio (Stark: Mirror Image), regia di Noel Nosseck – film TV (1986)
- Santabear's High Flying Adventure, regia di Michael Sporn e Robert Marianetti – film TV (1987) - voce
- Saturday Night Live – serie TV, 1 episodio (1990)
- Un gioco pericoloso (Doublecrossed), regia di Roger Young – film TV (1991)
- The Heart of Justice, regia di Bruno Barreto – film TV (1992)
- Nails - Un poliziotto scomodo (Nails), regia di John Flynn – film TV (1992)
- Witch Hunt - Caccia alle streghe (Witch Hunt), regia di Paul Schrader – film TV (1994)
- Dennis Hopper: L.A. Blues, regia di Henning Lohner (1995)
- Sansone e Dalila (Samson and Delilah), regia di Nicolas Roeg – miniserie TV (1996)
- The Making of 'Super Mario Brothers', regia di Deborah Attoinese (1997)
- Justice, regia di Richard J. Lewis (1999)
- Giasone e gli Argonauti (Jason and the Argonauts), regia di Nick Willing – miniserie TV (2000)
- The Groovenians, regia di Jordan Reichek (2002) – voce
- 24 – serie TV, 5 episodi (2002)
- L'incendiaria (Firestarter 2: Rekindled), regia di Robert Iscove – miniserie TV (2002)
- Flatland – serie TV, 8 episodi (2002)
- Suspense, regia di David Koepp – film TV (2003)
- The Last Ride, regia di Guy Norman Bee – film TV (2004)
- Las Vegas – serie TV, 1 episodio (2004)
- E-Ring – serie TV, 23 episodi (2005-2006)
- Inside Gola profonda (Inside Deep Throat), regia di Fenton Bailey e Randy Barbato (2005)
- Crash – serie TV, 26 episodi (2008-2009)

### Regista
- Easy Rider (1969)
- Fuga da Hollywood (1971)
- Snack bar blues (1980)
- Colors - Colori di guerra (1988)
- Ore contate (1990)
- The Hot Spot - Il posto caldo (1990)
- Una bionda sotto scorta (1994)
- Homeless – cortometraggio (2000)

## Riconoscimenti
- Premio per la migliore opera prima Festival di Cannes 1969 (Easy Rider)
- Nomination Palma d'oro Festival di Cannes 1969 (Easy Rider)
- Nomination Premio Oscar 1970 Miglior sceneggiatura originale (Easy Rider)
- Nomination Palma d'oro Festival di Cannes 1980 (Snack bar blues)
- Nomination Premio Oscar 1987 miglior attore non protagonista (Colpo vincente)
- Nomination Golden Globe 1987 miglior attore non protagonista (Colpo vincente)
- Nomination Golden Globe 1987 miglior attore non protagonista (Velluto blu)
- Nomination Emmy Award 1991 Miglior attore protagonista in serie Tv (Il cuore nero di Paris Trout)
- Premio MTV Movie Award al miglior cattivo 1994 (Speed)

## Doppiatori italiani
Nelle versioni in italiano delle opere in cui ha recitato, Dennis Hopper è stato doppiato da:
- Dario Penne in Ehi... ci stai?, Nell'occhio del ciclone, Limite estremo, Super Mario Bros., Waterworld, Space Truckers, Basquiat, Sansone e Dalila, Tycus, La terra dei morti viventi, E-Ring, Palermo Shooting, Swing Vote - Un uomo da 300 milioni di voti, Crash
- Ennio Coltorti in Giorni di passione, Blackout, EdTV, Jesus' Son
- Rino Bolognesi ne Il Grinta, Ossessione demoniaca, Compagnie pericolose
- Carlo Valli in Rusty il selvaggio, I ragazzi del fiume, Speed
- Gianni Musy in Colpo vincente, Una bionda sotto scorta, Giasone e gli Argonauti
- Rodolfo Bianchi in Top of the World, Ticker - Esplosione finale, Il prezzo della fortuna
- Massimo Turci ne Il gigante, Sfida all'O.K. Corral
- Cesare Barbetti in L'uomo che non voleva uccidere, Impiccalo più in alto
- Michele Gammino in Non aprite quella porta - Parte 2, Velluto blu
- Ugo Maria Morosi in Flashback, Una vita al massimo
- Angelo Nicotra in Cerca e distruggi, Las Vegas
- Michele Kalamera in L.A.P.D. - Linea spezzata, Il corvo - Preghiera maledetta
- Mario Scarabelli in L'incendiaria, Unspeakable
- Luciano De Ambrosis in Gioventù bruciata
- Oreste Lionello ne I 4 figli di Katie Elder
- Giancarlo Maestri in Easy Rider - Libertà e paura
- Wladimiro Grana in Braccato a vita
- Renato Izzo in Apocalypse Now
- Maurizio Gueli in Osterman Weekend
- Paolo Poiret in Ritorno dalla quarta dimensione
- Vittorio Battarra in La vedova nera
- Osvaldo Ruggieri in Ore contate
- Omero Antonutti ne Il cuore nero di Paris Trout
- Sandro Sardone in Lupo solitario
- Eugenio Marinelli in Viaggio all'inferno
- Massimo Foschi in Red Rock West
- Sergio Fiorentini in 24
- Carlo Marini in The Piano Player
- Franco Zucca in Leo
- Diego Reggente in House of 9
- Manlio De Angelis in Affari di sangue
- Mauro Bosco in Sleepwalking
- Sergio Di Stefano in Lezioni d'amore
- Fabrizio Pucci in Apocalypse Now Redux

Da doppiatore è sostituito da:
- Saverio Moriones in King Of The Hill
- Rodolfo Bianchi in Inside Gola profonda
- Dario Penne in Alpha and Omega
- Dario Oppido in Deadly Creatures